# Kinnareds distrikt
Kinnareds distrikt är ett distrikt i Hylte kommun och Hallands län. Distriktet ligger omkring Kinnared i Hallands inland och gränsar till Småland. 

## Tidigare administrativ tillhörighet
Distriktet inrättades 2016 och utgörs av socknen Kinnared i Hylte kommun.
Området motsvarar den omfattning Kinnareds församling hade 1999/2000.

## Tätorter och småorter
I Kinnareds distrikt finns en tätort och en småort.

### Tätorter
- Kinnared

### Småorter
- Brännögård (del av)